# James Stewart, 1. Earl of Buchan
James Stewart, 1. Earl of Buchan (* vor 1445; † 1499), genannt Hearty James, war ein schottischer Adliger aus der Familie Stewart.

## Leben
Er war der zweite Sohn des Sir James Stewart of Lorne aus dessen Ehe mit Joan Beaufort, ehemals schottische Königin und Witwe von Jakob I. Mütterlicherseits war er ein Halbbruder König Jakobs II.
James Stewart heiratete am 27. März 1465 Margaret Ogilvy, einziges Kind und Erbin des Alexander Ogilvy, Laird von Auchterhouse in Forfarshire. Aus dieser Ehe hatte er zwei Kinder:
- Alexander Stewart, 2. Earl of Buchan († 1505);
- Tochter († nach 1530) ⚭  Alexander Abernethy, 4. Lord Saltoun.

Nach seiner Hochzeit übernahm er von seinem Schwiegervater das Amt des Sheriffs von Forfarshire. Zusammen mit seiner Gattin erwarb er Banff Castle, sowie weitere Ländereien in Banffshire, Aberdeenshire und Forfarshire. 1469 wurde er als Earl of Buchan und Lord Auchterhouse zum erblichen Peer erhoben. In der Folgezeit erwirkte er von König Jakob III. die Belehnung mit weiteren Ländereien, darunter 1476 Ellon Castle in Aberdeenshire, ihm gelang es jedoch nicht, sämtlichen Ländereien zu erlangen, die ursprünglich zum Mormaerdom of Buchan gehörten.
1470 wurde er Sheriff von Banffshire. Von 1471 bis 1473 hatte er das Staatsamt des Great Chamberlain of Scotland inne. Danach wurde er 1473 schottischer Botschafter in Frankreich und nach seiner Rückkehr war er von 1478 bis 1484 erneut Great Chamberlain of Scotland. Von 1478 bis 1489 hatte er auch das Amt des „Warden of the East Marches“ inne.
Während der Rebellion des schottischen Kronprinzen, des späteren Jakob IV., gegen dessen Vater, König Jakob III., blieb der Earl of Buchan loyal. Er nahm an Scharmützeln gegen die Rebellen teil, gleichwohl er sich bemühte eine friedliche Einigung zu vermitteln. Nachdem Jakob III. in der Schlacht von Sauchieburn getötet worden war, folgte diesem schließlich Jakob IV. als König nach. Der Earl of Buchan wurde daraufhin wegen Verschwörung aller öffentlichen Ämter enthoben und zu drei Jahren Verbannung verurteilt. Nachdem er sich Jakob IV. unterwarf, erreichte er jedoch eine Begnadigung.
Mit seiner Geliebten Margaret Murray, Witwe des William Murray, hatte er mehrere illegitim geborene Kinder:
- Isabella Stewart,[1] Mätresse Jakobs IV., der mit ihr eine Tochter hatte;
- Agnes Stewart († 1557),[2] durch königlichen Erlass am 31. Oktober 1552 legitimiert, ⚭ (1) 1511 Adam Hepburn, 2. Earl of Bothwell, ⚭ (2) 1514 Alexander Home, 3. Lord Home, ⚭ (3) 1520/5 Robert Maxwell, 4. Lord Maxwell, ⚭ (4) 1549 Cuthbert Ramsay;
- James Stewart, 1. Laird of Traquair (⚔ 1513 bei Flodden Field), 1491 durch Überschreibung von Landbesitz durch seinen Vater anerkannt, Vorfahr der Earls of Traquair.